# 류웨이창
류웨이창(중국어 정체자: 劉偉強, 간체자: 刘伟强, 병음: Liú Wěiqiáng, 한자음: 유위강, 영어: Andrew Lau 앤드루 라우[*], 1960년 4월 4일~)은 홍콩의 영화 감독으로, 1987년 영화 '강시지존'으로 처음 감독의 길에 들어섰다. 대표작으로는 고혹자 시리즈와 무간도 시리즈가 있다. 2002년 제49회 시드니 영화제에서 단편상을 수상하였고, 2007년 제 26회 홍콩 금상장 영화제에서 촬영상을 수상하였다. 지금까지 총 69개 작품의 감독, 촬영 및 제작을 맡았으며, 2017년 영화 '건군대업'의 감독을 맡았다.

## 작품 목록
- 강시지존(1987,데뷔작)
- 열혈남아(1988,촬영 감독)
- 고혹자 시리즈(6부작)(1996~2000)
- 소살리토(2000)
- 무간도(2002)
- 무간도 II: 혼돈의 시대(2003)
- 무간도 III: 종극무간(2003)
- 이니셜 D(2005)
- 상성: 상처받은 도시(2006)
- 트랩(2007,할리우드 진출작)
- 라스트 프로포즈(2009)
- 정무문: 100대 1의 전설(2010)
- 건군대업(2017)
- 쿵푸몬스터: 무림괴수전(2018)